# لورنس بيتر فان دي شبيغل
لورنس بيتر فـان دي شبيغل هو محامي ومؤرخ وسياسي هولندي، ولد في 19 يناير 1736 في ميديلبورخ في هولندا، وتوفي في 7 مايو 1800 في لينغن في ألمانيا.